# Servtrans Invest
SERVTRANS INVEST SA je rumunský nákladní železniční dopravce se sídlem v Bukurešti. Tato firma je součástí nadnárodní investiční skupiny International Railway Systems.

## Historie
Společnost zahájila svoji činnost v železniční dopravě 21. března 2002, kdy se začala podílet na posunu se stavebními soupravami při rekonstrukci IV. panevropského koridoru v úseku București - Câmpina. Postupně však začala nabízet i služby při dopravě vlaků po celém území Rumunska a v kooperaci se svými partnery i dále v Evropě.
V dubnu 2005 firma vstoupila také na trh osobní železniční dopravy, konkrétně na trati Roșiori Nord - Costești.
V současnosti (rok 2007) je tato společnost největším soukromým dopravcem v Rumunsku (z hlediska přepravního výkonu) a pro dopravu vlaků využívá 98 % veřejných železničních tratí v Rumunsku.

## Lokomotivy
Pro vlakovou dopravu společnost využívá elektrické lokomotivy řad 40 a 43 a motorové lokomotivy řady 60 (+ jeden kus podobné řady 62). Dále pak vlastní motorové lokomotivy řady 80, které používá především pro posun.